# Baryceros eucleidis
Baryceros eucleidis là một loài tò vò trong họ Ichneumonidae.